# Сеньоре, Кларенс
Сэр Кларенс Генри Огастас Сеньоре (англ. Clarence Henry Augustus Seignoret; 25 февраля 1919, Розо, колония Федерация Подветренных островов, Британская империя — 5 мая 2002, Розо, Доминика) — государственный деятель Доминики, президент Доминики (1983—1993).

## Биография
Окончил колледж в Сент-Люсии, в 1960 г. — международный курс по системе коммунального хозяйства в Оксфордском университете.
C 1936 г. — на государственной службе. Работал в сферах коммунального хозяйства, аппарате колониальной администрации, здравоохранения и социального обеспечения.
В 1956—1958 гг. — помощник государственного секретаря министерства социального обеспечения,
в 1960—1966 гг. — государственный секретарь министерства торговли и промышленности.
С конца 1960-х и в 1970-е гг. — секретарь кабинета министров.
В 1983—1993 гг. — президент Доминики.
В 1966 г. королева Елизавета II наградила его Орденом Британской империи, и в 1985 г. посвятила в рыцари. В 1992 г. он стал мальтийским рыцарем.